# Niels de Groot
Niels de Groot [niːls də ɣʀoʊt] (* 1. Mai 1981) ist ein ehemaliger niederländischer Skispringer.

## Werdegang
Sein internationales Debüt gab de Groot in der Saison 1998/99 im Skisprung-Continental-Cup. Dabei gelangen ihm bereits in der ersten Saison erste Punkterfolge und mit insgesamt 51 Punkten der 127. Platz der Gesamtwertung. Bei den Nordischen Skiweltmeisterschaften 1999 in Ramsau am Dachstein startete er im Einzel von der Normalschanze und erreichte den 56. Platz. Obwohl im zu Beginn der Saison im Continental Cup keine Punktgewinne gelangen, gab er am 26. Februar 2000 in Iron Mountain sein Debüt im Skisprung-Weltcup. In beiden Springen verpasste er dabei jedoch die Punkteränge deutlich. Im Sommer 2000 startete de Groot im Skisprung-Grand-Prix. Bestes Ergebnis war dabei ein 35. Platz in Hakuba. Nachdem er auch zu Beginn der Saison 2000/01 in Kuopio ohne Chance geblieben war, legte er ein Jahr internationale Pause ein, bevor er zur Saison 2001/02 wieder im Continental Cup an den Start ging. In Villach gehörte er im Dezember 2001 zu Kader für den Teamweltcup und erreichte gemeinsam mit Jeroen Nikkel, Boy van Baarle und Ingemar Mayr den zehnten und damit letzten Platz. Für einen Einzelweltcup konnte er sich jedoch nicht mehr qualifizieren. Im Januar 2002 stand er in Sapporo noch einmal im Aufgebot für den Teamweltcup und erreichte mit der Mannschaft Rang elf. Nach der Saison 2001/02 beendete de Groot seine aktive Skisprungkarriere.

## Erfolge

### Continental-Cup-Platzierungen
| Saison  | Platz | Punkte |
| ------- | ----- | ------ |
| 1998/99 | 154.  | 51     |
| 1999/00 | 259.  | 04     |
| 2001/02 | 151.  | 49     |